# Alex L. Shigo
Alex L. Shigo (8. maj 1930 i Duquesne (Pennsylvania)- 6. oktober 2006 i Barrington (New Hampshire)) bliver næsten overalt betragtet som den moderne træplejes fader. Han foretog den grundforskning, som skabte basis for de principper, der er blevet centrale for træpleje, og som igangsatte meget af den senere målforskning på området. I tilgift var Shigo en engageret formidler og underviser inden for sit fag, og han har udgivet mange bøger, brochurer, DVD-optagelser og film om træpleje.

## Liv
Shigo tog sin bachelorgrad i naturvidenskab på Waynesburg College, som ligger tæt på hans hjemby. Efter militærtjeneste i det amerikanske luftvåben under Koreakrigen vendte Shigo tilbage til sine studier ved West Virginia University, hvor han tog Ph.D. og doktorgraden.
Shigo var det meste af sit arbejdsliv knyttet til United States Forest Service (USAs føderale forstvæsen). Tidligt i hans karriere blev den enmandsbetjente motorsav opfundet, og det gav Shigo mulighed for at se ind i træerne på en måde, som ingen forskere havde gjort før ham. Han brugte saven til at skære træerne op på langs, og på den måde kunne han gøre mange nye opdagelser, som blev samlet i CODIT (Compartmentalization of Decay in Trees = "Indkapsling af råd i træer"). Det medførte et paradigmeskift, som fremkaldt mange ændringer og tilføjelser i den erhvervsmæssige udførelse af træpleje. Med tiden blev Shigo chefforsker hos USAs forstvæsen.
I årene 1985-2005 offentliggjorde Shigo og hans hustru, Marilyn, bøger, brochurer m.m. under firmanavnet "Shigo and Trees, Associates". I 2005 overtog deres datter, Judy Shigo Smith, driften af firmaet. Shigo blev forfatter til flere end 270 værker, som omfattede afhandlinger, bøger, brochurer, programmer og film.
Shigo var kendt for sin intuitive og filosofiske stil i både skrift og tale, og hans faste vending touch trees blev et kendemærke, som han brugte i undervisningen, og når han signerede sine bøger. I de seneste år skar Shigo ned på sin rejseaktivitet, men fortsatte med at undervise og lede workshops indtil sin tidlige død.
Alex L. Shigo og hans hustru fik en datter og en søn og sammenlagt fem børnebørn.

## Forskningsresultater
Alex L. Shigos opdagelser stred imod meget af det, der tidligere blev betragtet som veletablerede kendsgerninger indenfor forstlig viden. Mange af de teknikker, der havde været hovedhjørnesten for træpleje gennem århundreder, viste sig nu at være unødvendige eller simpelthen skadelige. Det tog mange år, men i dag er Shigos konklusioner blevet bekræftet af andre forskere, og mængder af opdagelser bygger nu på hans banebrydende arbejde. Som en konsekvens deraf afspejler de nugældende standarder for træpleje i både USA og EU hans anbefalinger.
Alligevel fortsætter mange af træplejens erhvervsmæssige udøvere med at lave "flush cuts" (snit, som lægges lige op ad stammen), og de topkapper og benytter sig af metoder, som Shigos forskning har afsløret som skadelige. Nogle af disse erhvervsfolk tror ikke på, at Shigos konklusioner kan være præcise, men flere bruger de forældede metoder – selv om de ved, at de er skadelige – fordi de tror, at deres virksomhed ikke kan overleve uden.
Shigos forskning er blevet standardviden i forbindelse med uddannelse og forskning på området, men stadigvæk anbefaler eller beskriver mange forbrugerorienterede bøger, brochurer og internetrådgivninger stadig beskærings- og dyrkningsmetoder, der beviseligt er nedbrydende for træernes sundhed.